# Elevator Lady
Elevator Lady est un label discographique britannique, basé à Londres. Il est fondé en 2011 par Placebo, alors que le groupe était encore indépendant. 

## Histoire
Ce label est fondé en 2011 à la suite de la rétrocession par EMI au groupe de ses droits sur sa discographie passée, après que leur contrat soit arrivé à son terme,. Le groupe cède depuis son catalogue à Universal Music Germany,, distributeur de Loud Like Love,. Depuis 2011, le DVD live We Come in Pieces (DVD ; 2011), l'EP B3 (2012) et le disque Loud Like Love (2013) sont publiés sous ce label.

## Autres labels

### Elevator Music

Elevator Lady.

Elevator Music est fondé en 1996 par le groupe Placebo. Tous les disques de Placebo de 1996 à 2006 sont publiés sous ce label qui disparaît en 2007 à la fin du contrat entre Virgin Music et Placebo,. En 2009, Placebo auto-produit Battle for the Sun sous son propre label, Dreambrother distribué par PIAS, qui succède alors à Elevator Music.

### Dreambrother
Dreambrother est un label discographique ayant été créé par le groupe Placebo en 2009. Seul l'album Battle for the Sun de Placebo, publié en 2009, l'a été sous ce label. Il succède au label Elevator Music que Placebo détenait alors qu'il était sous contrat avec Virgin Records.